# Матео Ретеги
Матео Ретеги (шп. Mateo Retegui; Сан Фернандо, 29. април 1999) је италијански фудбалер аргентинског порекла. Тренутно наступа за Аталанту у Серији А, игра на позицији нападача. Његов надимак је il Re tigre (краљ тигрова). 

## Младост
Ретеги је рођен у месту Сан Фернандо у провинција Буенос Ајрес, Аргентина. Он је син бившег хокејаша Карлоса Ретегија, који је као играч и тренер представљао Аргентину на Панамеричким и Олимпијским играма. Његова сестра Микаела је такође хокејашица и репрезентативка у хокеју на трави. Матео је са очеве стране баскијског, а са мајчине стране италијанског порекла. Његов деда Анђело Димарко, емигрирао је у Аргентину из места Каникати на Сицилији.

## Каријера
Ретеги је започео своју сениорску каријеру у Боки Јуниорс, где је прешао годинама раније из Ривер Плејта. Први пут је прикључен првом тиму од стране тренера Гиљерма Бароса Шелота током сезоне 2017/18. у аргентинској Првој лиги, појављујући се на клупи за резерве против Арсенала и Естудијантеса у децембру 2017. За Боку дебитује 17. новембра 2018, када је ушао у игру у последњим тренуцима меча у победи над Патронатом од 1:0.
У јануару 2019. Ретеги је позајмљен Естудијантесу на осамнаест месеци. Наступао је осам пута у сезони 2018/19, пре него што је постигао пет голова у двадесет и једном наступу у сезони 2019/20. Фебруара 2022. Ретеги је позајмљен Тигреу до краја 2023 године. 
Ретеги 26. јула 2023, постаје играч Ђенове из Серије А за суму од 15 милиона евра, за коју потписује петогодишњи уговор    Августа 2023. постигао је своја прва два гола на утакмици Купа Италије против Модене из Серије Б.

## Репрезентација
Пошто је испуњавао услове да игра за репрезентацију Италије, у фебруару 2023. објављено је да је селектор Роберто Манћини унапред изабрао Ретегија да се придружи тиму Азура за прве квалификационе утакмице за Европско првенство 2024. Ретеги је примио званични позив у репрезентацију Италије 17. марта 2023. и постигао је гол на свом дебију 23. марта против Енглеске у квалификационој утакмици за Европско првенство 2024. изгубљеној 2–1 у Напуљу. У свом следећем наступу 26. марта, поново постиже гол у победи од 2:0 над Малтом у квалификационој утакмици за Европско првенство 2024. у Та Калију на Малти. Постао је први играч који је постигао гол у своја прва два такмичарска меча за репрезентацију после Пјерина Пратија 1968 године.
Марта 2024, у победи од 2:1 над Венецуелом, Ретеги је постао први играч Ђенове после 96 година, од Вирџилија Леврата у поразу од Шпаније резултатом 7:1, 4. јуна 1928. на Летњим олимпијским играма у Амстердаму, који је постигао гол  за Италију.

## Статистика каријере

### Клуб
Ажурирано 30. марта 2024.
| Клуб                        | Сезона   | Првенство           | Првенство | Првенство | Куп     | Куп    | Лига куп | Лига куп | Континеттално такмичење | Континеттално такмичење | Друга такмичења | Друга такмичења | Укупно  | Укупно |
| Клуб                        | Сезона   | Ранг                | Наступи   | Голови    | Наступи | Голови | Наступи  | Голови   | Наступи                 | Голови                  | Наступи         | Голови          | Наступи | Голови |
| --------------------------- | -------- | ------------------- | --------- | --------- | ------- | ------ | -------- | -------- | ----------------------- | ----------------------- | --------------- | --------------- | ------- | ------ |
| Бока јуниорс                | 2017/18. | Прва лига Аргентине | 0         | 0         | 0       | 0      | —        | —        | 0                       | 0                       | 0               | 0               | 0       | 0      |
| Бока јуниорс                | 2018/19. | Прва лига Аргентине | 1         | 0         | 0       | 0      | —        | —        | 0                       | 0                       | 0               | 0               | 1       | 0      |
| Бока јуниорс                | Укупно   | Укупно              | 1         | 0         | 0       | 0      | —        | —        | 0                       | 0                       | 0               | 0               | 1       | 0      |
| Естудијантес ЛП (позајмица) | 2018/19. | Прва лига Аргентине | 3         | 0         | 1       | 0      | —        | —        | —                       | —                       | 4               | 0               | 8       | 0      |
| Естудијантес ЛП (позајмица) | 2019/20. | Прва лига Аргентине | 18        | 4         | 3       | 1      | —        | —        | —                       | —                       | —               | —               | 21      | 5      |
| Естудијантес ЛП (позајмица) | Укупно   | Укупно              | 21        | 4         | 4       | 1      | —        | —        | —                       | —                       |                 | 0               | 29      | 5      |
| Таљерес Кордоба (позајмица) | 2020.    | —                   | —         | —         | 2       | 0      | 11       | 1        | —                       | —                       | —               | —               | 13      | 1      |
| Таљерес Кордоба (позајмица) | 2021.    | Прва лига Аргентине | 24        | 4         | 4       | 0      | 14       | 2        | 6                       | 0                       | —               | —               | 48      | 6      |
| Таљерес Кордоба (позајмица) | Укупно   | Укупно              | 24        | 4         | 6       | 0      | 25       | 3        | 6                       | 0                       | —               | —               | 61      | 7      |
| Тигре (позајмица)           | 2022.    | Прва лига Аргентине | 27        | 19        | 1       | 0      | 13       | 3        | —                       | —                       | 1               | 1               | 42      | 23     |
| Тигре (позајмица)           | 2023.    | Прва лига Аргентине | 21        | 11        | 1       | 0      | —        | —        | 6                       | 1                       | —               | —               | 28      | 12     |
| Тигре (позајмица)           | Укупно   | Укупно              | 48        | 30        | 2       | 0      | 13       | 3        | 6                       | 1                       | 1               | 1               | 70      | 35     |
| Ђенова                      | 2023/24. | Серија А            | 23        | 6         | 2       | 2      | —        | —        | —                       | —                       | —               | —               | 25      | 8      |
| Укупно                      | Укупно   | Укупно              | 117       | 44        | 14      | 3      | 38       | 6        | 12                      | 1                       | 5               | 1               | 186     | 55     |

1. ↑  Укључујући Куп Аргентине и Куп Италије
2. ↑  Наступи у Лига купу
3. 1 2  Наступи у Лига купу
4. ↑  Наступи у Трофеју шампиона

### Репрезентација
Ажурирано 24. марта 2024.
| Репрезентација | Година | Наступи | Голови |
| -------------- | ------ | ------- | ------ |
| Италија        | 2023   | 4       | 2      |
| Италија        | 2024   | 2       | 2      |
| Укупно         | Укупно | 6       | 4      |

| # | Датум          | Место                                 | Наступ | Противник | Гол | Резултат | Такмичење                                 | Реф.   |
| - | -------------- | ------------------------------------- | ------ | --------- | --- | -------- | ----------------------------------------- | ------ |
| 1 | 23. март 2023. | Стадио Дијего Армандо Марадона, Напуљ | 1      | Енглеска  | 1:2 | 1:2      | Квалификације за Европско првентсво 2024. | [ 23 ] |
| 2 | 26. март 2023. | Национални стадион, Та Кали           | 2      | Малта     | 0:1 | 0:2      | Квалификације за Европско првентсво 2024. | [ 24 ] |
| 3 | 21. март 2024. | Стадион Чејс, Форт Лодердејл          | 5      | Венецуела | 1:0 | 2:1      | Пријатељска утакмица                      | [ 25 ] |
| 4 | 21. март 2024. | Стадион Чејс, Форт Лодердејл          | 5      | Венецуела | 2:1 | 2:1      | Пријатељска утакмица                      | [ 25 ] |

## Успеси
Таљерес Кордоба
- Куп Аргентине: (финале: 2020)[26]

Појединачни
- Најбољи стрелац Прве лиге Аргентине: 2022.[27]